# Neurology: Neuroimmunology & Neuroinflammation
Neurology: Neuroimmunology & Neuroinflammation ist eine medizinische Open-Access-Fachzeitschrift. Die Beiträge durchlaufen ein Peer-Review-Verfahren und behandeln neurologische Erkrankungen, bei denen immunologische Aspekte bzw. Entzündungsvorgänge eine Rolle spielen. Neben Originalarbeiten werden auch systematische Übersichtsarbeiten veröffentlicht. 
Die Zeitschrift erscheint vierteljährlich und wird von Lippincott Williams & Wilkins herausgegeben. Neurology: Neuroimmunology & Neuroinflammation ist eine Zeitschrift der American Academy of Neurology (AAN) und wird seit 2014 verlegt. 
Der Impact Factor der Zeitschrift lag im Jahr 2021 bei 11.36.